# Конрад Гольц
Конрад Гольц (нім. Konrad Goltz; 8 жовтня 1881, Санремо — 10 січня 1947, Прін-ам-Кімзе) — німецький офіцер, генерал-лейтенант люфтваффе.

## Біографія
10 квітня 1899 року вступив на флот. Після проходження навчання з 1 жовтня 1901 року служив на лайнерах «Вайссенбург» та «Веттін». З 1 жовтня 1903 року — офіцер роти 2-го торпедного батальйону, одночасно з 15 жовтня по 5 листопада 1903 року — вахтовий офіцер на торпедному катері S115, з 6 листопада 1903 по 15 квітня 1904 року — на S107, з 16 травня по 17 червня 1904 року — на G109, з 13 серпня по 30 вересня 1904 року — на S107, з 25 жовтня по 22 грудня 1904 року — на G109, з 10 серпня по 17 листопада 1905 року — на S42, 1-31 липня 1906 року — на S79. З 1 жовтня 1906 року — торпедний офіцер на лайнері «Веттін». З 1 січня 1908 року — офіцер роти 2-ї торпедної дивізії і командир випробувань торпедного катера V160, одночасно 1-28 листопада 1909, 4-6 січня 1910, з 4 квітня по 10 червня 1910, з 23 серпня по 10 вересня 1910, з 4 січня по 9 березня 1911 та з 11 березня по 15 квітня 1911 року командував торпедним катером V155. 16 квітня 1911 року відряджений в головний відділ корабельного озброєння Імперського морського управління, одночасно з 26 серпня по 13 вересня 1911 року знову командував V155. З 1 жовтня 1911 року — командир роти 2-ї дивізії верфей, одночасно пройшов підготовку пілота. 9 грудня 1911 року звільнений у відставку. З 10 грудня 1911 року — директор Імперського моторизованого яхт-клубу та інструктор з навігації училища повітряного транспорту Адлерсгофа, керував створенням моторизованого корпусу.
1 серпня 1914 року призваний на флот і призначений командиром добровольчого морського льотного корпусу. З 1 листопада 1915 року — командир морського земельного льотного дивізіону та президент морської земельної льотної приймальної комісії. З 1 вересня 1916 року — керівник спеціальної команди морської авіації «Фленсбург», яка займалась підготовкою та формуванням торпедної ескадрильї. З 14 липня 1917 року — командир морської авіації в Османській імперії, одночасно з 27 червня 1918 року — інспектор османської морської авіації та начальник відділу османського морського міністерства. 1 листопада 1918 року повернувся в Німеччину і був переданий в розпорядження флоту.
З 8 грудня 1918 року служив в штабі командувача морською авіацією. 21 лютого 1919 року переданий в розпорядження флоту. 13 березня 1919 року служив в гвардійській кавалерійській стрілецькій дивізії. 15 березня 1919 року звільнений у відставку. З 25 червня 1925 року — виконавчий директор фірми Seeflug GmbH у Варнемюнде. З 1 січня 1927 по 31 грудня 1929 року — керівник варнемюндського відділу Німецького училища комерційної авіації. 1 листопада 1933 року вступив в люфтваффе як офіцер служби комплектування і очолив групу Імперського міністерства авіації. З 1 квітня 1935 року — допоміжний референт, керівник групи та відділу інспекції морської авіації при командуванні 6-ї (морської) повітряної області в Кілі.
З 1 лютого 1938 року — начальник відділу командування морської авіації в Кілі, з 1 березня 1939 року — відділу Імперського міністерства авіації. З 1 квітня 1941 року — інспектор морської рятувальної служби ІМА. 1 грудня 1942 року переданий в розпорядження люфтваффе без мобілізації. 31 травня 1943 року звільнений у відставку.

## Звання
- Морський кадет (10 квітня 1899)
- Фенріх-цур-зее (10 квітня 1900)
- Лейтенант-цур-зее (27 вересня 1902)
- Оберлейтенант-цур-зее (26 квітня 1904)
- Капітан-лейтенант (12 грудня 1908)
- Корветтен-капітан запасу (15 лютого 1918)
- Оберстлейтенант (1 березня 1935)
- Оберст (1 квітня 1936)
- Генерал-майор (1 квітня 1941)
- Генерал-лейтенант (1 листопада 1942)

## Нагороди
- Орден Корони (Пруссія) 4-го класу (1906)
- Орден Заслуг герцога Петра-Фрідріха-Людвіга, почесний лицарський хрест 2-го класу зі срібною короною (1906)
- Орден Альберта (Саксонія), лицарський хрест 2-го класу (1909)
- Знак пілота ВМФ за польоти над морем (1914)
- Залізний хрест 2-го і 1-го класу
- Хрест «За військові заслуги» (Австро-Угорщина) 3-го класу з військовою відзнакою
- Галліполійська зірка (Османська імперія)
- Нагрудний знак «За поранення» в чорному
- Пам'ятний знак для морських пілотів та спостерігачів
- Почесний хрест ветерана війни з мечами (1934)
- Нагрудний знак пілота
- Медаль «За вислугу років у Вермахті» 4-го, 3-го, 2-го і 1-го класу (25 років; 2 жовтня 1936) — отримав 4 нагороди одночасно.
- Хрест Воєнних заслуг 2-го і 1-го класу з мечами